# Вильде (город)
Вильде (исп. Wilde) — город в Аргентине в провинции Буэнос-Айрес. Часть агломерации Большой Буэнос-Айрес.

## История
Европейцы стали селиться на этих землях ещё в конце XVI века. В 1888 году Эдуардо Вильде основал здесь поселение, которое назвал в честь своего дяди Хосе Антонио Вильде — врача, много сделавшего для развития системы общественного здравоохранения. В 1889 году была построена железнодорожная станция.
В 1975 году поселение получило статус города.